# Association des sciences du langage
Pour les articles homonymes, voir ASL.
L'Association des sciences du langage (ASL) est une association scientifique fondée en 1983, à la suite des Assises nationales de la linguistique.
Elle sert d'interface entre les linguistes français et internationaux. Elle organise de nombreux colloques scientifiques, des tables rondes et publie une revue quadrimestrielle, Buscila.